# Anies Baswedan
Anies Rasyid Baswedan (Java Occidental, 7 de mayo de 1969) es un académico, activista y político indonesio que se desempeñó como gobernador de Yakarta de 2017 a 2022, como independiente. Activista estudiantil y analista político antes de ingresar al servicio público, se desempeñó como rector de la Universidad de Paramadina antes de ser designado Ministro de Educación y Cultura en la administración de Joko Widodo. También es el fundador de Indonesia Mengajar, un programa que selecciona, capacita y asigna graduados universitarios para servir en una misión docente de un año en todo el país. Es nieto del nacionalista, periodista y luchador por la libertad Abdurrahman Baswedan, y primo de Novel Baswedan.